# Framework (paquet ofimàtic)
Framework presentat el 1984, fou el primer paquet integrat que funcionava sobre l'IBM PC amb sistema operatiu DOS. Va precedir dos anys l'eixida al mercat del paquet integrat de Lotus Software. Framework no era un conjunt de diferents productes amb interfícies d'usuari similars, sinó que era un entorn únic que disposava de full de càlcul, processador de textos, base de dades, connexió a sistemes remots mitjançant mòdem, etc..
En 1983 Robert Carr i Marty Mazner van fundar Forefront Corporation per a desenvolupar Framework. En Juliol d'eixe mateix any, Ashton-Tate va proveir el capital necessari a través d'un acord de distribució. Així, i amb l'ajuda d'un equip de sis persones, es va llançar al mercat el Framework. El resultat va ser un gran èxit.
Ashton-Tate va continuar mijorant i ampliant el producte, llançant al mercat Framework II, Framework III, i finalment Framework IV en 1989. A partir de la distribució de Framework III, Ashton-Tate també va començar a produir el Framework III Runtime i el Framework III Developer's Toolkit. Aquest productes permetien als desenvolupadors d'aplicacions crear programari propi usant el llenguatge de programació FRED, llenguatge intern del Framework. D'aquesta manera es podien crear aplicacions amagant l'entorn d'usuari del Framework.
Al nostra país, Framework (versions II i III) va tenir una notable difusió als centres d'ensenyament de primària gràcies a l'acció del Programa d'Informàtica Educativa durant finals dels anys 1980 i principis dels 1990.
En 1991 Borland va comprar Ashton-Tate i posteriorment el va vendre a Selections & Functions, qui encara avui el manté. Les versions actuals suporten generació de HTML i un llenguatge de programació orientat a objectes i de desenvolupament ràpid d'aplicacions.
Encara hui continua executant-se sobre DOS, però també funciona correctament en la majoria de versions del Windows.
Al llibre Programmers at Work (ISBN 0-914845-71-3) hi ha una entrevista amb el principal programador i creador del Framework, Robert Carr on es parla de les idees que el van portar a la programació del Framework.